# Колхідські дощові ліси і водно-болотні угіддя
Колхідські дощові ліси і водно-болотні угіддя — об'єкт Світової спадщини ЮНЕСКО в Грузії, що включає в себе частини Колхідської низовини вздовж приблизно 80 км узбережжя Чорного моря на заході Грузії. Регіон був включений до списоку ЮНЕСКО 26 липня 2021 року і став першим природним об’єктом світової спадщини у Грузії. Він включає в себе низку лісових і водно-болотних екосистем, у яких мешкає багато видів, що знаходяться під загрозою зникнення.

## Опис
Об’єкт Світової спадщини включає низку екосистем, таких як широколистяні дощові ліси і водно-болотні угіддя, що розташовані на висоті від 0 до 2500 м над рівнем моря. Загалом об'єкт складається із семи частин — Кінтріші-Мтірали та Іспані в Аджарії, Гріголеті та Імнаті в Гурії, а також Пітшори, Набади і Чурії в Самегрело-Земо-Сванетії. Вони охороняються Грузією як частини Національного парку Колхеті, Кінтришського заповідника, Кобулетського заповідника та Національного парку Мтірала. Загальна площа об'єкту становить 31 253 га, площа буферної зони становить 26 850 га.

## Географія і клімат
Колхідська низовина надзвичайно волога, кількість опадів у деяких районах перевищує 4000 мм на рік. Такі кліматичні умови є результатом дії специфічної вітрової воронки, утвореної Великим Кавказом, Малим Кавказом і Ліхським хребтом, яка затримує вологу вздовж Чорного моря. Низовина має форму конуса, що поступово понижується і розширюється на захід, і який виник у пізньому еоцені або на межі олігоцену і міоцену. В межах Колхідської низовини протікає багато річок, найбільшою з яких є Ріоні.

## Екологія
Евксинсько-Колхідські широколистяні ліси займають південне узбережжя Чорного моря. На території цього субтропічного пліоценового рефугіума знаходяться реліктові ліси, які пережили цикли зледенінь під час четвертинних льодовикових періодів. Колхидські субтропічні ліси є одними з найстаріших широколистяних лісів у Західній Євразії. Процеси еволюції та видоутворення там тривали відносно безперервно. Як наслідок, регіон вирізняється дуже різноманітною флорою і фауною, з великою кількістю ендемічних та реліктових видів. Тут росте майже 1100 видів судинних та несудинних рослин, у тому числі 44 види, що знаходяться під загрозою зникнення. До таких видів належать лапина кавказька (Pterocarya fraxinifolia), ендемічний колхідський плющ (Hedera colchica) і понтійський дуб (Quercus pontica).
На території регіону також мешкає близько 500 видів хребетних тварин, зокрема понад 300 видів птахів, 67 видів ссавців, 55 видів риб, 15 видів плазунів і 10 видів земноводних. Регіон є ключовим місцем зупинки для багатьох мігруючих хижих птахів, яким загрожує зникнення, зокрема для орла-карлика (Hieraaetus pennatus). Крім того, в ньому живе багато видів водно-болотних птахів, у тому числі великі пірникози (Podiceps cristatus). В регіоні зустрічаються вразливі кавказькі саламандри (Mertensiella caucasica) та кавказькі мулові жаби (Pelodytes caucasicus), а також 4 види скельних ящірок з роду Darevskia. Природоохоронні території, що складають об'єкт Світової спадщини, також є останнім середовищем проживання для деяких видів риб, що перебувають на межі зникнення, зокрема для білуги (Huso huso) та колхідського осетра (Acipenser colchicus).